# Leon Białkowski
Leon Ignacy Białkowski (ur. 1 lutego 1885 w Pasynkach, zm. 22 stycznia 1952 w Lublinie) – polski historyk, archiwista, profesor Katolickiego Uniwersytetu Lubelskiego.

## Życiorys
Pochodził z rodziny szlacheckiej, był synem Bolesława (zm. 1899) i Zofii z Lewalt-Jezierskich (zm. 1889). Nauki początkowe odebrał w domu rodzinnym matki w Mołczanach, następnie od 1895 do 1904 uczęszczał do gimnazjum klasycznego w Żytomierzu, w którym uzyskał maturę. W latach 1904–1905 studiował prawo na uniwersytecie w Kijowie, 1905–1910 historię na Uniwersytecie Jagiellońskim, 1910–1911 historię na uniwersytecie w Paryżu. Miał opinię studenta skoncentrowanego wyłącznie na nauce; nie uczestniczył w życiu towarzyskim i politycznym. W 1910 na UJ obronił doktorat (praca Ziemia Sandecka pod kierunkiem Stanisława Krzyżanowskiego).
W 1914 został docentem w Zakładzie Historii Rusi w Polskim Kolegium Uniwersyteckim w Kijowie; w 1919 przeniósł się do Kalisza, gdzie w 1920 objął kierownictwo miejscowego Archiwum Państwowego, następnie w latach 1921–1926 pracował w Archiwum Państwowym w Poznaniu. W latach 1924–1926 prowadził wykłady z historii średniowiecznej Rosji na Uniwersytecie Poznańskim i był docentem w Seminarium Historii Wschodniej Europy. Od 1926 do wybuchu II wojny światowej kierował Archiwum Państwowym w Lublinie; w tym samym roku został profesorem nadzwyczajnym KUL oraz kierownikiem Katedry Historii Średniowiecznej Polski tej uczelni. Profesorem zwyczajnym był od 1929. Wykładał na KUL historię Polski XV–XVII wieku, w latach 1930–1933 pełnił funkcję dziekana Wydziału Humanistycznego. W latach 1933–1938 był prorektorem KUL.
W pracy naukowej zajmował się nowożytną historią Polski, archiwistyką, genealogią oraz dziejami Lublina. Analizował m.in. stosunki gospodarcze, prawne i kulturalne Ziemi Sądeckiej w I połowie XVI wieku; opracował dzieje społeczne i gospodarcze Podola. Przygotował do druku wiele materiałów z dziejów Lublina, m.in. mandaty króla Kazimierza IV Jagiellończyka. Od 1947 wchodził w skład Rady Redakcyjnej Polskiego Słownika Biograficznego. Opublikował łącznie ponad 150 prac naukowych, m.in.:
- Rozważania o potrzebie badania przeszłości człowieka (1905)
- Z przeszłości Szarogrodczyzny[2], „Wiadomości Numizmatyczno-Archeologiczne” 18.1 (1907), s. 549–554
- Podole w XVI wieku (1920)[1]
- Szkice z życia Wielkopolski w XVII wieku (1925)[1]
- Wilkierze XV-XVII w.[3] (1928)
- Lubelska księga podkomorska XV wieku (1934)[1]
- Lublin na starych szlakach handlowych, „Pamiętnik Lubelski” 3 (1937), s. 288–293
- Początki dziejowe Słowiańszczyzny wschodniej[4], „Roczniki Humanistyczne” 1 (1949), s. 9–16
- Najstarsze zapiski ziemskie lubelskie z 1409 roku (1952)

W 1949 został członkiem korespondentem PAU; od 1927 był członkiem Komisji Historycznej tej akademii. Należał również m.in. do Poznańskiego Towarzystwa Przyjaciół Nauk, Polskiego Towarzystwa Heraldycznego, Towarzystwa Naukowego KUL (członek Zarządu, przewodniczący Wydziału Historyczno-Filozoficznego), Lubelskiego Towarzystwa Przyjaciół Nauk.
Materiały archiwalne Leona Białkowskiego znajdują się w PAN Archiwum w Warszawie pod sygnaturą III-3.
W 1910 ożenił się z Wandą Lucją Ulatowską. Zmarł w Lublinie. Został pochowany na Cmentarzu przy ul. Lipowej.

## Ordery i odznaczenia
- Krzyż Oficerski Orderu Odrodzenia Polski (10 listopada 1933)[6]
- Złoty Krzyż Zasługi (19 sierpnia 1946)[7]